# Hochschulrat (Deutschland)
Ein Hochschulrat ist in Deutschland ein Gremium an einer Hochschule. Je nach Bundesland wird dieser auch als Universitätsrat, Kuratorium, Stiftungsrat oder Aufsichtsrat bezeichnet. Hochschulräte sind ein vergleichsweise neuartiges Element in der Hochschulverwaltung und werden in der Regel mehrheitlich mit Hochschulexternen besetzt. Als Begründung für die Einführung der Hochschulräte wird als Zielideal angegeben, strategische Kompetenzen und Aufgaben bei dem Hochschulrat, operative bei der Hochschulleitung und legislative bei dem (hochschulinternen) Senat anzusiedeln.

## Entstehungsgeschichte
Das Konzept – im Falle des Aufsichtsrates auch der Begriff selbst – stammt aus dem Bereich der Privatwirtschaft und lehnt sich in Teilen an Unternehmensstrukturen an. Die Idee, den Hochschulen ein am Aufsichtsrat von Aktiengesellschaften orientiertes Kontrollgremium zur Seite zu stellen, steht im Kontext von neuesten Strömungen auf dem Gebiet der Governance, dabei insbesondere dem New Public Management. Die Einrichtung von Hochschulräten wurde von Vertretern der privaten Wirtschaft gefordert, besonders deutlich vom Centrum für Hochschulentwicklung der Bertelsmann-Stiftung sowie vom Stifterverband für die Deutsche Wissenschaft.
Die Idee eines hochschulratsähnlichen Organs wurde in Deutschland erstmals 1945–1948 und später erneut in den 70er Jahren diskutiert. Erste Einrichtungen der Hochschulräte (die über die Funktion der Beratung deutlich hinausgingen) wurden durch das Sächsische Hochschulgesetz von 1993 ermöglicht. In der Breite, also fast alle Bundesländer übergreifend, wurden Hochschulräte nach der Vierten Novelle des Hochschulrahmengesetzes von 1998 eingeführt. Als Erfahrungsbeispiel und -vorbild für Hochschulräte werden von Befürwortern des Hochschulrates oftmals die governing boards bzw. boards of trustees US-amerikanischer Hochschulen genannt (deren Machtfülle jedoch aufgrund der abweichenden Rolle des Staates im tertiären Sektor nicht übernommen wurde).
In jüngerer Zeit sind zunehmende Änderungen an den Hochschulräten (so Baden-Württemberg, Hamburg, Nordrhein-Westfalen im Zuge neuer Hochschulgesetze) zu beobachten, die teilweise Korrekturen an vorherigen Befugnissen aber auch neue Zuständigkeiten mit sich bringen. Deutlich wird vor allem, dass die Senate gegenüber dem Hochschulrat wieder gestärkt werden (vgl. Schütz 2014).

## Merkmale und Kompetenzen
Die Einbeziehung eines Hochschulrates in die Gremienstruktur lässt die bisherige Aufteilung der Kompetenzen zwischen akademischem Senat als der Legislative einerseits und Rektorat bzw. Präsidium als der Exekutive andererseits meist recht weit hinter sich. Zum einen gehören den Hochschulräten oft überwiegend hochschulexterne Personen an, welche aus den Bereichen Wirtschaft, Politik, Kultur und (hochschulexterne) Wissenschaft kommen – der Hochschulrat ist dadurch nicht mehr als Teil der unmittelbaren Selbstverwaltung (im Sinne von Verwaltung einer Einrichtung durch Angehörige dieser Einrichtung) zu betrachten, zum anderen gehen heute schon teilweise Aufgaben, die traditionell zu den Kernkompetenzen des akademischen Senats gehören, auf den Hochschulrat über, so zum Beispiel die Wahl des Rektors oder die Einrichtung und Schließung von Studiengängen. Außerdem wirken die Räte teils am Fundraising mit.
Grundsätzlich kommt den Hochschulräten eine beratende Funktion zu. Hochschulräte dürfen Vorschläge zur strategischen Ausrichtung, zu Strukturveränderungen, Prioritäten bei der Mittelverteilung, Desideraten in Studium und Forschung u. Ä einbringen. Dabei sollen außeruniversitäre Perspektiven zum Tragen kommen, um den Hochschulen mehr Relevanz in Forschung und Lehre zu verschaffen. Inwiefern erbrachte Vorschläge verbindlich sind, hängt von den Regelungen des Bundeslandes ab. Baden-Württemberg, Hamburg und Nordrhein-Westfalen haben jüngst eine Rechenschaftspflicht für ihre Hochschulräte gegenüber Hochschule und Ministerium eingeführt. Diese besteht derzeit jedoch nicht in allen Bundesländern.

## Struktur und Arbeitsweise
Da in Deutschland die (Hochschul-)Bildung Ländersache ist, sind die Hochschulräte der einzelnen Hochschulen unterschiedlich ausgestaltet. Die Mehrheit der Mitglieder eines Hochschulrates stammt primär aus den Bereichen Wissenschaft und Wirtschaft.
Die Personalstruktur der Hochschulräte wurde empirisch intensiv betrachtet. Schütz & Röbken (2013) haben im Rahmen nahezu einer Vollerhebung die Hochschulräte der deutschen Universitäten und universitär gleichrangigen Hochschulen bzw. Spezialuniversitäten anhand aktueller Daten untersucht. Dabei wurden die Biografien und Berufe der Ratsmitglieder ausgewertet. 70 % der Mitglieder gehören nicht zu der betroffenen Hochschule und ein Fünftel der Gremien wird ausschließlich extern besetzt. 47 % der Ratsmitglieder kommen aus anderen Hochschulen oder akademischen Organisationen. Die weitere Öffentlichkeit (z. B. Sozialverbände, Kirchen, Kultur) umfasst etwa 11 %. Während Wissenschaftler signifikant häufiger an klassischen Universitäten tätig werden, kommen auf Technische und Wirtschaftshochschulen entsprechend zahlreicher Mitglieder aus dem Management. 42 % der Mitglieder gehören den Sozial- und Geisteswissenschaften an, 37 % kommen aus den Natur- und Ingenieurwissenschaften sowie 6 % aus Wirtschafts- und 5 % Rechtswissenschaften (vgl. Schütz/Röbken 2013).

## Rezeption
Jörg Bogumil et al. kommen in ihrer von der Hans-Böckler-Stiftung herausgegebenen Studie von Ende 2007 zu einer kritischen Bewertung. Die Zusammensetzung der Hochschulräte unterscheide sich je nach Hochschulart signifikant. Wirtschaftsvertreter hätten laut der Studie eine einflussreiche, allerdings auch keine dominierende, Rolle in den Hochschulräten inne. „An Universitäten spielen neben diesen vor allem Personen aus dem Bereich Wissenschaft eine signifikante Rolle. Fachhochschulen und Technische Universitäten sind in ihrer Besetzungspolitik dagegen eindeutig wirtschaftsnäher. Gewerkschaftliche Mitglieder sind in den bundesdeutschen Hochschulräten mit 3 % dagegen nur marginal vertreten und damit ihrem gesellschaftspolitischen Stellenwert entsprechend deutlich unterrepräsentiert.“
Die Befürworter von Hochschulräten vom Centrum für Hochschulentwicklung der Bertelsmann-Stiftung widersprechen den Vorwürfen und entgegnen der Kritik, dass es Fehler gebe, aber der Erfolg, der neben einer komplementären Aufgabenzuweisung an die Hochschulgremien vor allem von einer konstruktiven Umsetzungspraxis abhänge, bereits sichtbar sei: „die Hochschulräte in Deutschland funktionieren vielleicht noch nicht überall perfekt, aber sind auf dem Weg, ein Erfolg zu werden“.

## Situation in den Ländern
- Baden-Württemberg: Nach dem neuen LHG (2014) wurden die sog. Aufsichtsräte wieder zu Hochschulräten umgebildet, siehe § 20 LHG BW.
- Bayern: Hochschulräte bestehen aus den Mitgliedern des Senats und "zehn Persönlichkeiten aus Wissenschaft und Kultur und insbesondere aus Wirtschaft und beruflicher Praxis" (Art. 26 Abs. 1 Satz 1 BayHSchG), sind also paritätisch aus hochschulinternen und -externen Mitgliedern besetzt.
- Berlin: das Gesetz sieht ein Kuratorium vor, das aus 8 internen sowie 14 externen Mitgliedern besteht, allerdings nutzen alle Berliner Hochschulen die Erprobungsklausel zur Umsetzung alternativer Modelle.
- Brandenburg: Es besteht ein hochschulübergreifender Landeshochschulrat.
- Bremen: Gesetzlich sind keine Hochschulräte vorgesehen. Private Hochschulen haben teilweise vergleichbare Gremien (sog. Boards)
- Hamburg: Das Gesetz sieht einen Hochschulrat aus 9 (UHH und HAW Hamburg) bzw. 5 (an den übrigen Hochschulen) Mitgliedern vor.
- Hessen: Vorgesehen ist ein rein extern besetzter Hochschulrat mit bis zu 11 Mitgliedern.
- Mecklenburg-Vorpommern: Die Bildung eines Hochschulrates ist laut Landeshochschulgesetz (Fassung vom 25. Januar 2011) eine Kann-Bestimmung. Dieser Hochschulrat muss rein extern besetzt werden. Er hat eine beratende Funktion.
- Niedersachsen: Die Hochschulen des Landes verfügen über einen mehrheitlich extern besetzten Hochschulrat mit je 7 Mitgliedern. Die Stiftungshochschulen des Landes verfügen über einen analog besetzten Stiftungsrat.
- Nordrhein-Westfalen: Das Gesetz verlangt, dass der Hochschulrat min. 6 und max. 12 Mitglieder umfasst sowie mindestens hälftig extern besetzt ist.
- Rheinland-Pfalz: der Hochschulrat umfasst 10 Mitglieder und ist hälftig extern bzw. intern besetzt.
- Saarland: der Universitätsrat umfasst sieben externe Mitglieder.
- Sachsen: Mit dem Sächsischen Hochschulfreiheitsgesetz vom 10. Dezember 2008, wurden auch in Sachsen Hochschulräte eingeführt. Dem Gesetz nach bestehen die Hochschulräte aus 5, 7, 9 oder 11 Personen, wobei bis auf zwei alle Hochschulexterne sein müssen. Das führt dazu, dass die Hochschulräte in Sachsen vor allem mit hochschulbetriebsfernen Personen besetzt sind. Die näheren Aufgaben des Gremiums regelt § 91 des Sächsischen Hochschulgesetzes.
- Sachsen-Anhalt: Das Kuratorium umfasst fünf externe Mitglieder.
- Schleswig-Holstein: Im Zuge der Novelle des Hochschulgesetzes sind die Hochschulräte wieder für jede Hochschule einzeln zuständig. Nach dem alten Gesetz bestand ein Universitätsrat der Universitäten Flensburg, Kiel und Lübeck. Alle Gremien sind rein extern besetzt.
- Thüringen: Hochschulräte müssen gemäß § 32 Abs. 3 ThürHG entweder zu zwei Dritteln oder vollständig (jeweils bezogen auf die stimmberechtigten Mitglieder) aus hochschulexternen Mitgliedern bestehen.